# Jalan Jaksa
Jalan Jaksa (rue du Procureur) est une rue de Jakarta, la capitale de l'Indonésie. 

## Situation et accès
Longue de 400 mètres, elle est située dans la kecamatan de Menteng, dans la municipalité de Jakarta Centre, à environ 1 km au sud du Monumen Nasional ou "Monas", à l'ouest de la gare de Gondangdia et à environ 1,5 km à l'est de l'ambassade de France.

## Origine du nom
Le mot Jaksa signifie procureur en indonésien. L'origine du nom de cette rue remonte à l'époque néerlandaise, lorsque les étudiants de la Rechts Hogeschool Batavia (Académie de droit de Jakarta) se sont installés dans ce quartier pendant leurs études. 

## Historique
À la fin des années 1960, Jalan Jaksa commence à être connue des routards par la Fédération internationale des auberges de jeunesse (International Youth Hostel Federation ou IYHF dans son sigle anglais). En 1968 en effet Nathanael Lawalata, secrétaire général de l'Association indonésienne des auberges de jeunesse, convertit sa maison en hôtel, l'appelant "Wisma Delima" ("maison de la grenade"). Ce n'était pas le premier hôtel dans la rue mais le seul de Jakarta figurant sur la liste de l'IYHF.
Par la suite, de nouveaux hôtels ont été construits. La rue était citée dans de nombreux guides de voyage, dont le Guide du routard et le Lonely Planet. Jalan Jaksa était devenue un point de transit pour explorer le reste de l'Indonésie.
Depuis 1994 s'y tient le Jalan Jaksa Festival, destiné à promouvoir la culture de la population indigène de Jakarta, les Betawi.
La crise financière asiatique de 1997, les attentats de Bali du 12 octobre 2002, l'attentat de 2004 contre l'ambassade d'Australie et la réduction de la durée de visa de 60 à 30 jours en 2005 ont réduit la fréquentation de Jalan Jaksa,.
Les habitants de la rue se sont opposés aux menaces de groupes islamistes de lancer des raids au début des années 2000.
Jalan Jaksa et les rues avoisinantes restent le lieu préféré des touristes à petit budget à Jakarta, même si le quartier n'est pas aussi bien pourvu que la station balnéaire de Kuta à Bali ou Khaosan à Bangkok.